# Les Rives du fleuve (documentaire)
Pour plus de détails, voir Fiche technique et Distribution.
Les Rives du fleuve est un film essai et documentaire belge du cinéaste Eric Pauwels, sorti en 1991,.
Dans ce moyen métrage de 56 minutes, Pauwels se penche sur les gestes de plusieurs artistes dans différents domaines : ceux d'un sculpteur, d'un dessinateur, d'un compositeur et de danseurs. À la frontière entre fiction et documentaire, il s'intéresse à leur regard sur le monde,,.

## Synopsis
Le film naît de l'image d'une source, en été. Il s'écoule au son et aux images d'artistes en action, filmant l'art de la moisson, de la construction, de la danse et de l'écriture,.
Pauwels filme tour à tour, sans trame linéaire définie et dans de multiples digressions, un sculpteur, un dessinateur, un compositeur, une actrice de théâtre et son metteur en scène, une compagnie de danse traversent une fiction jouée par deux acteurs vocaux, Josse De Pauw et Adriana Borriello. Ce film devient une ode à toutes les formes de création qui plaisent au cinéaste,.

## Fiche technique
Source : pointculture.be
- Titre original : Les Rives du fleuve
- Réalisation, scénario et photographie : Eric Pauwels
- Production : Ulrike, CBA, RTBF
- Son : Jorge León
- Montage : Aline Spriet, Olivier Hespel, Rudi Maerten
- Mixage : Jacques Clisse
- Pays d'origine :  Belgique
- Durée : 56 minutes
- Date de sortie : 1991

## Distribution
Image
- Josse De Pauw
- Adriana Boriello
- Michèle Anne De Mey
- Michel François
- Jacqueline Rosenfeld
- François Schuiten
- Thierry De Mey
- Konrad Maquestiau
- Daniela Bisconti

Voix
- Alexandre von Sivers
- Fernand Schirren